# LittleBigPlanet (videojoc)
LittleBigPlanet (En català PetitGranPlaneta), comunament abreujat com LBP i desenvolupat sota el títol de The Next Big Thing, és un videojoc de plataformes i de lògica els escenaris de la qual són generats pels mateixos usuaris. Va ser anunciat per primera vegada el 7 de gener de 2008 per PlayStation 3, per Phil Harrison el 2008 durant la Conferència de Desenvolupadors de Videojocs en Sant Francisco. Va ser desenvolupat per Media Molecule, una companyia britànica fundada per Mark Healey, el creador de "Rag Doll Kung Fu" i publicat per Sony Computer Entertainment Europe.

## Joc
El joc gira entorn el control de petits avatars de tipus ninot anomenats sackboy o sackgirl —a causa de la seva aparença—, al llarg de diversos escenaris de plataforma. Tot i que el joc presenta una sèrie de nivells predisenyats per explorar per part del jugador, també adquireix molta importància l'opció de crear els propis escenaris pels quals adventurar-se amb un personatge també obert a alteracions i modificacions per part del jugador. Un espai personal per construir totalment nous objectes i nivells per després compartir i jugar-los en línia com a part de la comunitat LittleBigPlanet.
Originalment anava a ser comerciable durant la segona meitat d'octubre, però a causa d'un retard d'últim minut que implicava una cançó autoritzada en la banda sonora del joc, va retardar el llançament del joc a tot el món. Va ser llançat a Amèrica del Nord i Japó a la fi d'octubre de 2008 i a Europa a principis de novembre.
En el seu llançament, Little Big Planet va rebre l'aclamació de la crítica, rebent notes excel·lents per tots els mitjans especialitzats. S'estima que ha venut unes 5 milions de còpies.

## Jugabilitat

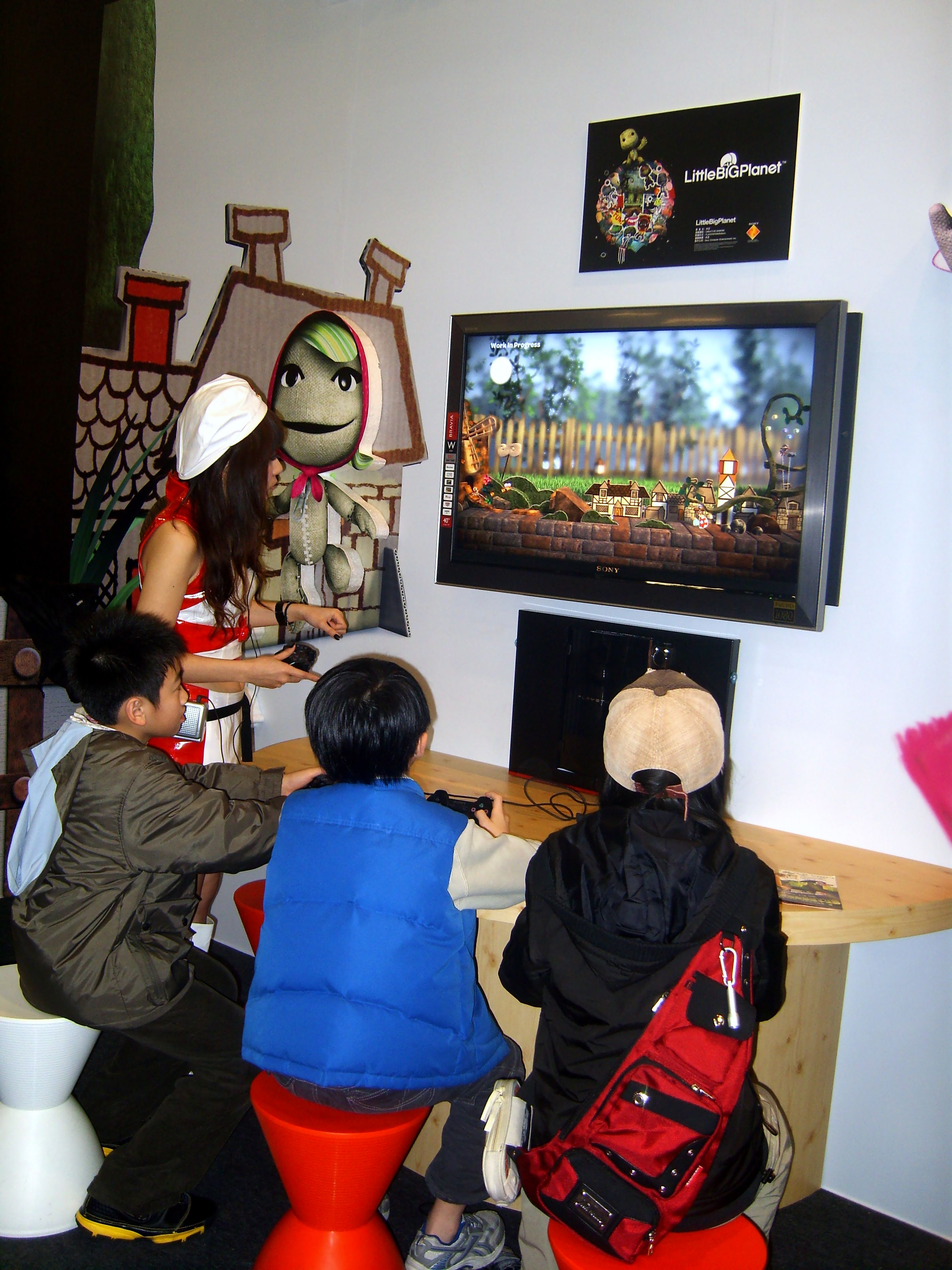
Jugadors de LittleBigPlanet a Taiwan.

A LittleBigPlanet, els jugadors controlaran petits personatges sobrenomenats sackboy (si és noi) o sackgirl (si és noia), depenent del seu material i aparença. Cadascun pot córrer i saltar, així com penjar-se, arrossegar i empènyer objectes. Els jugadors usen aquestes habilitats de diferents formes: per jugar i explorar els ambients del joc, en els quals predominen les accions dels jocs de plataforma com saltar, empènyer, agfar-se i córrer. El joc fa ús d'un poderós motor físic per crear el seu propi contingut, com per exemple situar etiquetes adhesives en els nivells, també es pot utilitzar l'editor de nivells per crear, destruir, editar i manipular nivells per finalment compartir aquestes creacions amb la comunitat en línia, per després jugar-hi amb uns altres usuaris. Aquestes tres accions són descrites ja en l'eslògan del títol: Jugar. Crear. Compartir.
Els jugadors comencen dins del seu propi pod, un espai personal des del que poden accedir a les tres opcions del joc, i decorar la cambra amb etiquetes adhesives i decoracions vàries. Inicialment, només està activada l'opció de joc, a partir de la qual el jugador aprèn amb alguns tutorials, narrats per Stephen Fry; i una vegada el bàsic està dominat, el jugador és lliure de seguir exercint qualsevol part i opció del joc.

### Jugar
La secció Jugar de LittleBigPlanet consisteix d'un nombre de nivells, creats per Media Molecule, i es basen en diferents temes que s'inspiren en llocs del món real, com els jardins japonesos, deserts secs, carrers de la ciutat de Nova York i estepes de gel de Rússia. En completar els nivells que tenen a la seva disposició, el jugador podrà llavors avançar en la història i jugar els nivells que anirà desbloquejant. El "mode història" es compon de vuit àrees temàtiques, cadascuna comprèn tres o quatre nivells i cada nivell conté claus col·leccionables per desbloquejar mini-nivells de bonus; per tant, el "mode història" comprèn en total 51 nivells predissenyats.
Per controlar el seu personatge Sackboy/girl, el jugador el mou utilitzant les palanques anàlogues, saltar amb una varietat de graus d'altura, depenent de la pressió aplicada al botó, i agafant-se a objectes per moure's o balancejar-se sobre ells. A més del moviment regular esquerre-i-dret, i malgrat la mirada 2D del joc, els nivells consisteixen en tres nivells de profunditat - el primer pla, el mitjà i el fons - i aquests poden ser travessats entre si automàticament pel joc, o per ordre del jugador.
Els jugadors també poden optar per manifestar emocions en el seu Sackboy/girl, aplicant diversos graus de plaer, por, tristesa, i enuig; poden controlar cada braç de manera independent amb els controls anàlegs, abofetejar els altres jugadors, i utilitzar la funcionalitat sensora de moviment Sixaxis per animar el cap i cos del personatge.

### Modes extra
Els "modes extra" ("mode la meva Lluna" i "mode satèl·lit") serveixen per crear nivells i publicar-los en la "La meva Lluna", o, per visitar Internet, en la manera satèl·lit). en la part descargable gratis la manera online no està disponible solament la manera historia.

### "POPIT"
El popit es com un mena de pantalla on pots personalitzar el teu sack, xatejar amb text, mirar els objectes preferits i enganxar adhesius i adorns. Però el popit es pot utilitzar al mode de construcció com: Afegir materials, objectes, eines, musica, fons, efectes, llums, "Punts de control" i molt mes...

## Seqüela i altres versions
El 2009 es va publicar una versió per a la videoconsola portàtil PlayStation Portable (PSP), d'igual nom que el videojoc original però aquesta versió no és la mateixa que la original de PS3. El 2011 es va publicar una seqüela, LittleBigPlanet 2. El 2012 es va publicar una versió de Little Big Planet per a la nova videoconsola portàtil PlayStation Vita (PSV). Cal esmentar que en l'última conferència d'I3 (Electronic Entertainment expo.) el passat 10 de juny, es va donar a conèixer la confirmació del lliurament del videojoc "LittleBigPlanet3". Va sortir a la venda a mitjan Novembre, primerament el videojoc va ser publicat per la consola PS4, pel que el joc també és jugable en el PS3.

## Curiositats
Els "números codi" de les versions són anomenats oficialment cadascun com un tipus de formatge diferent. Aquesta nomenclatura és una broma que els desenvolupadors van començar fa temps i que s'ha consagrat gairebé com un ritual, en el qual quan fan pública la versió ho celebren menjant un tipus de formatge durant aquell dia en l'oficina. A la pàgina web oficial de les actualitzacions es mostra una taula de formatges com a índex de consulta de les diferents versions del videojoc.
És curiós saber també que Sackboy/girl, el nom del protagonista del joc, és la mascota de la companyia SONY

## Objectiu del joc
El joc està pensat per que l'usuari construeixi el que vulgui amb tota la seva imaginació, el joc ho diu a vegades: "La imaginació es una cosa que mai s'esgota i hi és per gaudir-la"